# Entlibühl
Entlibühl oder Äntebüel, früher auch Koschmannskeller Kopf war eine kleine Insel im Untersee des Bodensees rund 30 Meter vor dem Schweizer Ufer unterhalb von Gottlieben im Kanton Thurgau. Die Insel ist auf historischen Karten von Swisstopo von 1966 bis 1995 vor der westlichen Grenze der Gemeinde Gottlieben zur früheren Nachbargemeinde Triboltingen (1975 nach Ermatingen eingemeindet) eingezeichnet. Ab 2003 findet sich hier auf der Karte der Name Äntebüel in dunkelblauer Schrift, sowie umgeben von einer geschlossenen Isobathe, also als Bezeichnung für ein hydrographisches Objekt wie z. B. einer Untiefe. Eine kartometrische Messung der ehemaligen Insel ergibt eine Längenausdehnung Ost-West von 70 Metern, eine grösste Breite von 25 Metern, und eine Fläche von rund 1100 Quadratmetern oder 0,11 Hektar.
Der Name Äntebüel wird gedeutet als „Erhöhung im Wasser, auf der sich die Enten gerne aufhalten“.
Die Insel bestand vorwiegend aus Schnegglisand. In einer Veröffentlichung von 1911 heisst es:

„Die Schnegglisande haben im Untersee eine weitgehende Verbreitung. Im Seegebiet finden sie sich ferner auf dem dem Langenrain (gegen das Schweizerufer!) gegenüberliegenden Verlandungsinselchen Entlibühl oder Koschmannskeller Kopf, welches bei Niedrigwasser eine ausgedehnte Bank von ca. 300 m Länge und 150 m Breite bildet, und bis ans dortige Ufer reicht. Sie liegt in einer Mächtigkeit von 40–70 cm direkt dem Seeletten auf, ihre Schichten besitzen eine wellenförmige Gestalt. (Wirkung des Gewells und der Strömung.)“